# Quirio Cataño
Quirío Cataño (ca.1560 – ca. 1622 Santiago, Guatemala) fue un escultor y ensamblador español de la Capitanía General de Guatemala (actual Guatemala).

## Biografía
De origen desconocido, al grado que se le supone que fue de origen ya español, ya portugués o incluso italiano, si bien por la grafía de su apellido podría ser uno de los dos primeros, y que habría estudiado escultura y tallado en madera en Florencia (Gran Ducado de Toscana, actual Italia) pero es obvio que llegó a Guatemala, vía la Nueva España, para terminar estableciéndose  en Santiago de los Caballeros, donde fundó un taller que llegó a ser uno de los mayores de la ciudad.

## Obras documentadas
- Su obra más conocida es el Cristo Negro (1594) que se encuentra en la Basílica de Esquipulas.
- Retablo de la Virgen del Rosario de los Españoles (1615) para la iglesia de Santo Domingo, actualmente en la iglesia de San Juan del Obispo (Antigua Guatemala), con cuadros de Pedro Liendo.